# Brechmorhoga rapax
Brechmorhoga rapax is een libellensoort uit de familie van de korenbouten (Libellulidae), onderorde echte libellen (Anisoptera).
De wetenschappelijke naam Brechmorhoga rapax is voor het eerst geldig gepubliceerd in 1898 door Calvert.